# Asangihal, Sindgi
Asangihal là một làng thuộc tehsil Sindgi, huyện Bijapur, bang Karnataka, Ấn Độ.